# Nakovanj
Nakovanj est une localité de Croatie située sur la péninsule de Pelješac, dans la municipalité d'Orebić, Duborvnik-Neretva. Au recensement de 2001, le village comptait 4 habitants.
On y trouve de nombreux sites archéologiques notables, avec des artefacts datant du Néolithique.